# Димитър Попевтимов
Димитър Попевтимов (изписване до 1945 година: Димитъръ попъ Евтимовъ; на македонска литературна норма: Димитар Попефтимов, Димитар Поп Ефтимов) е български журналист, общественик, деец на левицата в македонското освободително движение и на Българската комунистическа партия и Югославската комунистическа партия.

## Биография
Роден е в Ресен. След войните емигрира в България и се установява във Варна, където е председател на Варненското македонско културно-просветно дружество „Гоце Делчев“. Работи като учител в града. Главен редактор е на левичарския вестник „Македонска правда“ (1933 – 1934). и активно помага в откриването на читалище в сградата на училище „Стефан Караджа“, в двора на което до 1990 г. е имало негова паметна плоча. В същото училище, като учителка работи и съпругата му Стефка Попевтимова. Членува във ВМРО (обединена).
След освобождението на Вардарска Македония през април 1941 година става български училищен инспектор в родния си Ресен. На 31 януари 1943 година е избран за председател на българското читалище „Преспа“ в града.
След установяването на комунистическия македонистки режим, през 1945 година Попевтимов заедно със Спасе Чучук, Васил Куновски, Йордан Кираджийски и Йонче Йосифовски пише в Скопие първия буквар на новосъздадения македонски литературен език. Основател е на Сдружението на македонските новинари на 17 февруари 1946 година и е избран за негов почетен член.
След разрива между Тито и Сталин заема страната на Москва и през 1950 година се завръща в България. Живее във Варна, където пише спомени в които критикува развихрилата се антибългарската истерия в Скопие. В непубликуваните „Бележки и размишления върху македонската нация", довършени през 1959 г. Попевтимов пише: 
| „ | "Ще дойдат новите поколения - внуците и внучките на сегашните ръководители на НР Македония и ще проговорят с езика на историята, такава каквото тя е била. Те ще се смеят на всичко онова, което днес се говори и пише за миналото на Македония, на онова, което днес се върши, особено на стремежът да се покрие с кал името българин, което са носили с гордост и са отстоявали с потоци алена кръв най-светлите фигури на нашето славно и незабравимо минало. | “ |

Негов личен архивен фонд се съхранява в Държавна агенция „Архиви“.  Баща е на Венцеслав Евтимов, основател на българското йога движение.